# 東日本大震災による鉄道への影響
東日本大震災による鉄道への影響（ひがしにほんだいしんさいによるてつどうへのえいきょう）では、2011年（平成23年）3月11日に発生した東日本大震災が鉄道へもたらした影響・被害について詳述する。

## 概要

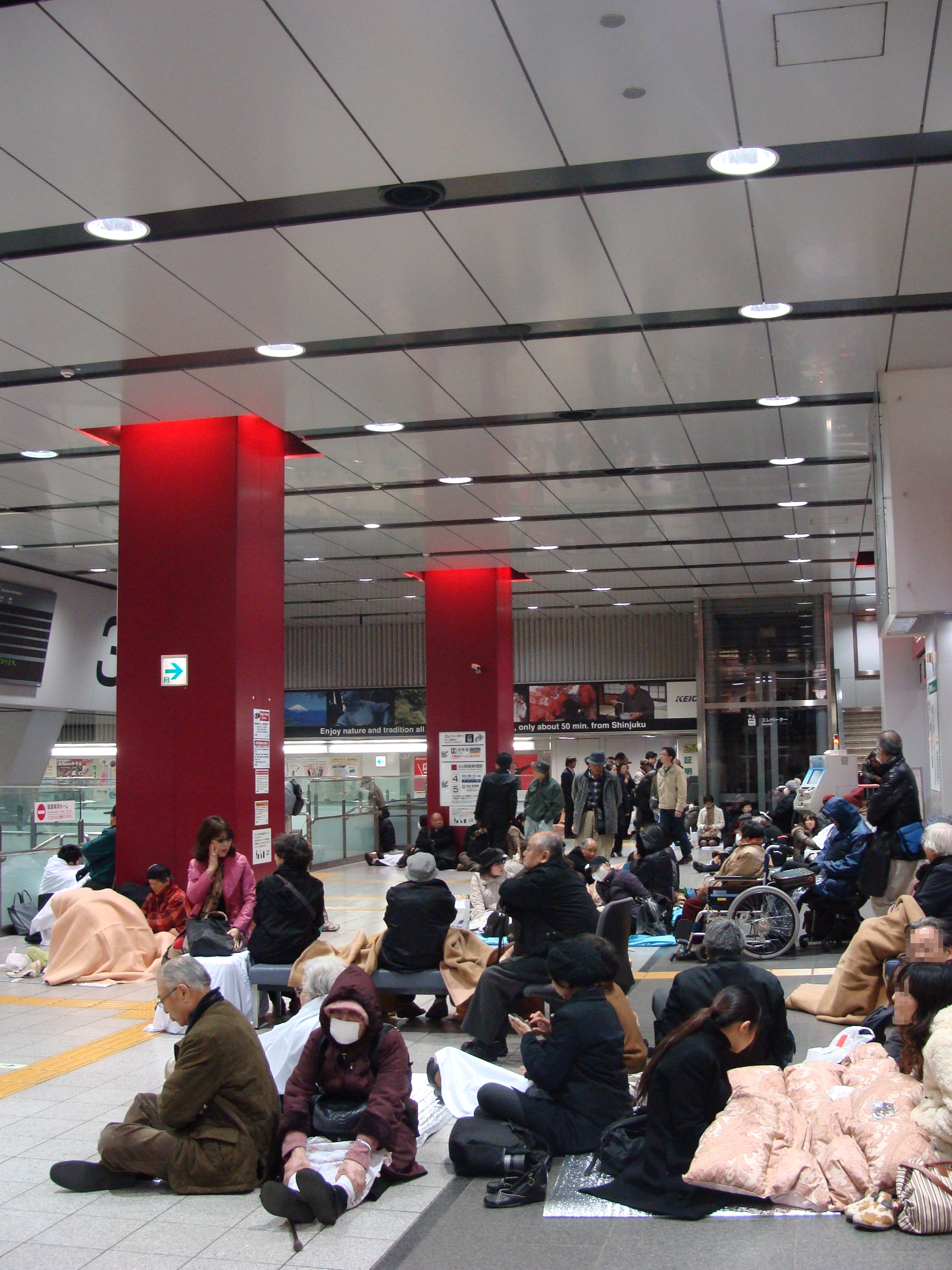
駅構内で足止めされる帰宅困難者（2011年3月11日、新宿駅）

この地震では、地震による直接的な被害のほか、太平洋沿岸部において大津波による被害が多数発生した（後述）。
地震発生直後より東日本旅客鉄道（JR東日本）は新幹線と在来線の運転を終日見合わせ、関東・首都圏では私鉄と地下鉄の全線が運行を停止した。午後9時前より夜間にかけ、一部の私鉄や地下鉄が運転を再開し、東京地下鉄と都営地下鉄では終夜運転を行った。
3月14日以降は、首都圏の各路線で計画停電の影響で、また東北地方の非電化路線では、気動車の燃料供給の問題により、運休や減便が行われた。
この震災に伴い、JR各社と私鉄・第三セクターは、期限が過ぎた乗車券・特急券も含めて、乗車券や特急券などの払い戻し手数料を無料とする措置を長期にわたって発動した。また、通常は払い戻しに制限があるか払い戻しができない特別企画乗車券についても、使用途中の切符も含めて、特例として手数料無料で払い戻すことができる措置を行った。

## 帰宅困難者
枝野幸男官房長官（当時）は午後5時40分頃の記者会見で、交通機関の復旧のめどが立たないため「中・遠距離の方は無理に帰宅されないことをお願いする」と職場待機を呼びかけたが、警察庁によると午後8時時点で、1都3県の主要駅で足止めされた帰宅困難者が24,000人以上発生した。東京都は都庁舎をはじめとした公的施設を帰宅困難者に一時避難場所として開放し、横浜市、埼玉県、千葉市も同様の措置をとった。日本国政府も、新宿地方合同庁舎をはじめとした国所有施設を一時滞在先として提供した。

## 各路線
下記のほか、首都圏の鉄道各線ではおおむね数時間から2日間程度の短期間の運休が発生している。首都圏鉄道各線の運転再開状況に関しては東日本大震災による帰宅困難者#首都圏の鉄道会社への影響を参照。

### 新幹線

#### 東北新幹線
東北新幹線は仙台駅など5つの駅が被害を受けたほか、電柱や架線、高架橋の橋脚など約1,100か所が損傷した。
また、仙台駅から北に4.5キロの地点で、試験走行中だった新幹線E2系電車（列車番号：7932B）が脱線した。この脱線について運輸安全委員会は、「高架橋が地震動に共振したことが原因」とする調査報告書をまとめた。
3月15日に東京駅 - 那須塩原駅間が再開、同22日に盛岡駅 - 新青森駅間が再開、4月7日に一ノ関駅 - 盛岡駅間が再開、しかし同日夜に起きた強い余震により八甲田トンネル内で下り最終列車が立ち往生した。この余震で約450か所の新たな損傷が生じ、一ノ関駅以北は再び運転見合わせとなった。
4月12日に那須塩原駅 - 福島駅間が再開し（「なすの」を郡山駅まで延伸、一部「やまびこ」も設定）、福島駅 - 新庄駅間で折返し運転を行っていた山形新幹線も東京までの直通運転を再開。これに合わせ、東北本線を経由して福島発の東京行き新幹線と仙台駅を結ぶ新幹線リレー号が同日から福島駅 - 仙台駅間が運転再開する前日まで13日間にわたって運行された。
4月13日に盛岡駅 - 新青森駅間が再開、同23日に一ノ関駅 - 盛岡駅間、同25日に福島駅 - 仙台駅間が再開、同29日に全線再開、盛岡駅 - 秋田駅間で折返し運転を行っていた秋田新幹線も同時に東京までの直通運転を再開。復旧工事のため、那須塩原駅 - 盛岡駅間は速度を落とした臨時ダイヤでの運行となっていたが、7月9日に減速運転区間短縮（福島駅 - 一ノ関駅間のみ）に伴うダイヤ改正が実施された後、9月23日、減速運転を終了し、震災前のダイヤに復帰した。

#### 上越・長野新幹線
上越新幹線・長野新幹線（当時）は3月12日午後4時ごろから運転を再開した。

#### 東海道新幹線
東海旅客鉄道（JR東海）は、3月17日に東京駅 - 新富士駅間では節電のため通常より速度を落として運転していると発表した。

#### 九州新幹線
震災翌日の3月12日に九州新幹線博多駅 - 新八代駅間が開業（全通）。山陽新幹線との直通運転を含め予定通り運行されたが、被災者の心情に配慮して出発式典等のイベントは全て中止された。開業100日後にあたる6月19日には、「百日祝出発式」として改めて行われた。

### 在来線

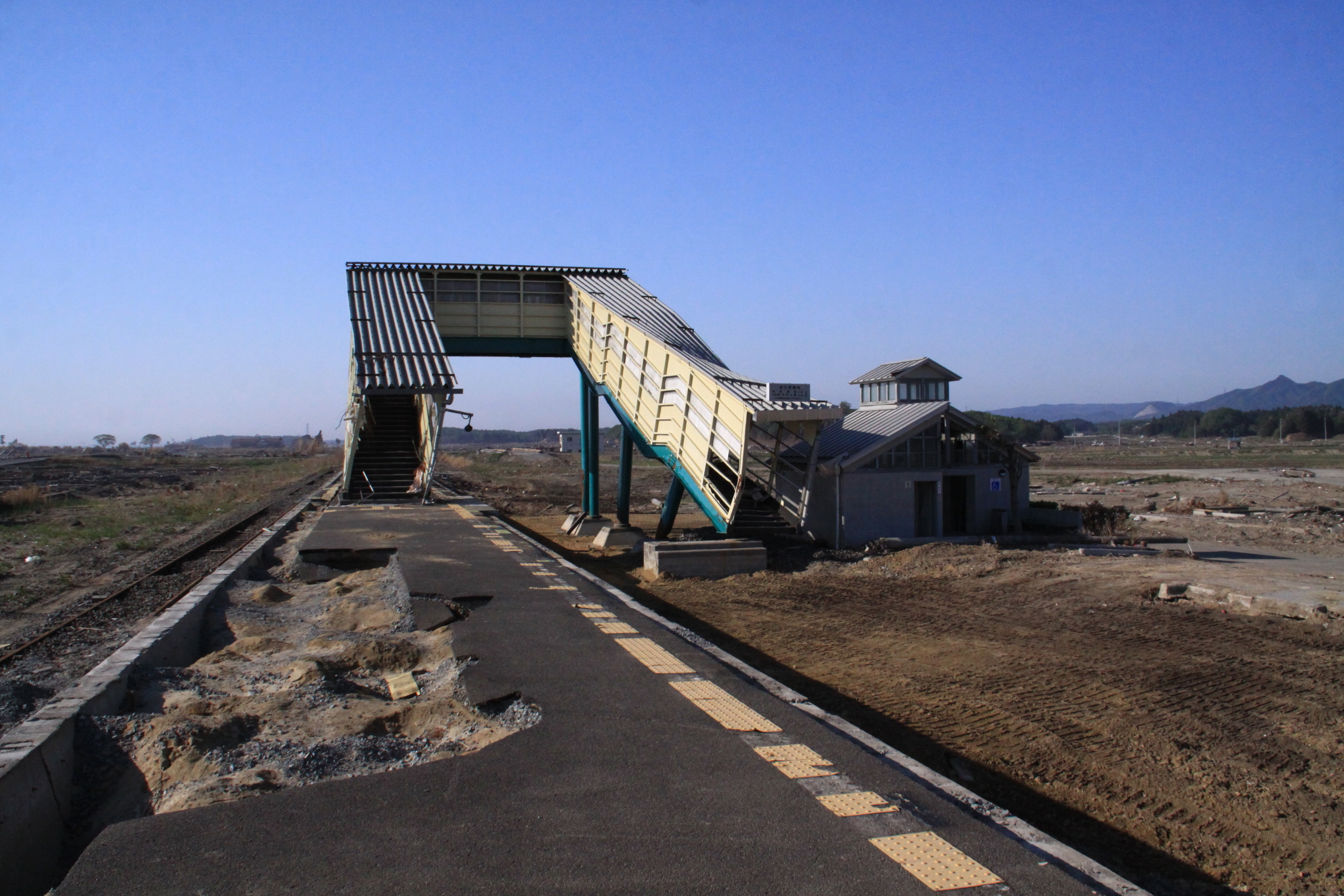
常磐線坂元駅。津波によってホームがえぐれ、跨線橋とコンクリート造のトイレを残して流失した（2011年5月18日）

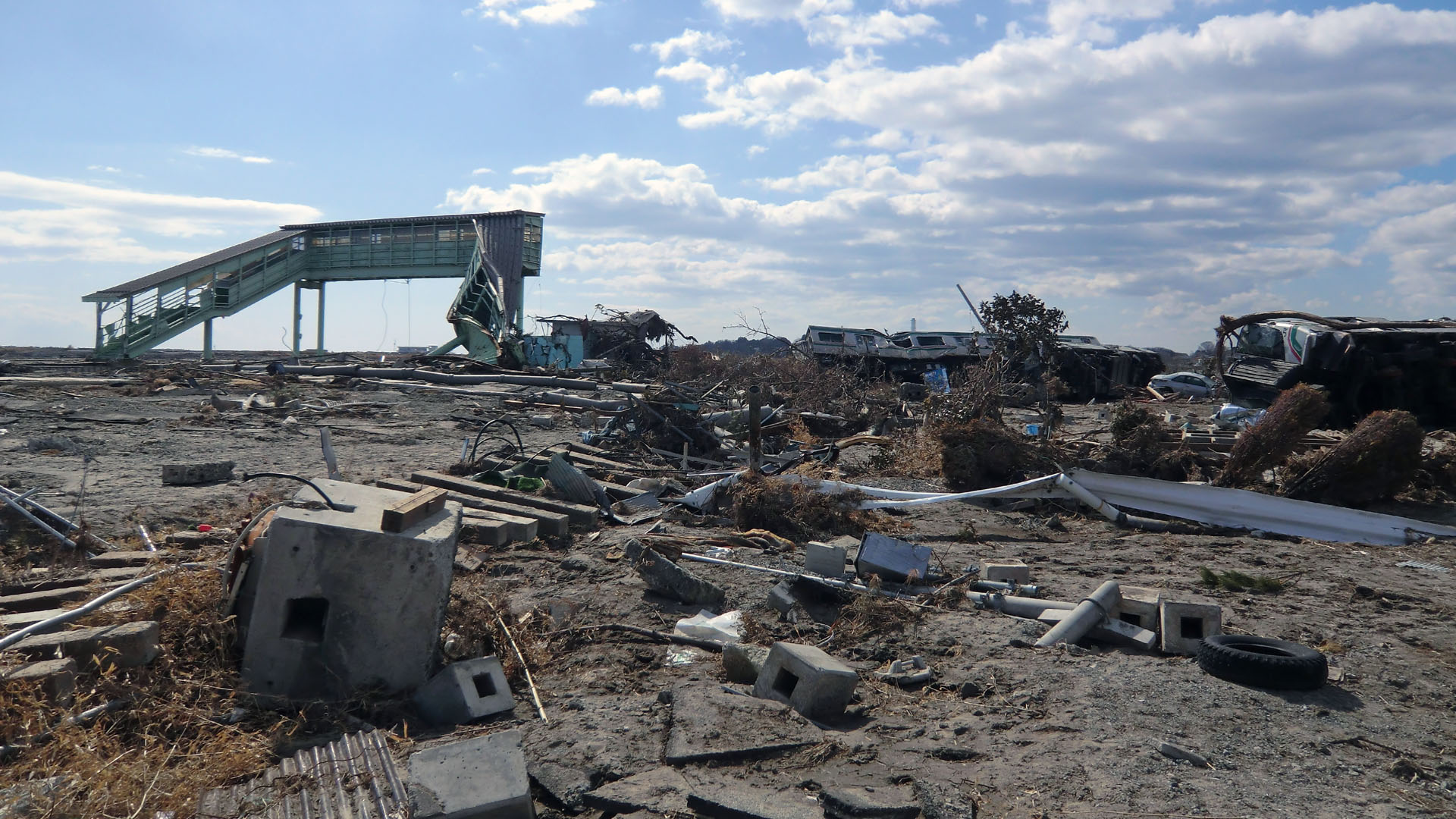
常磐線新地駅。駅舎は全壊、跨線橋も損壊、列車（E721系電車）は脱線した（2011年4月4日）

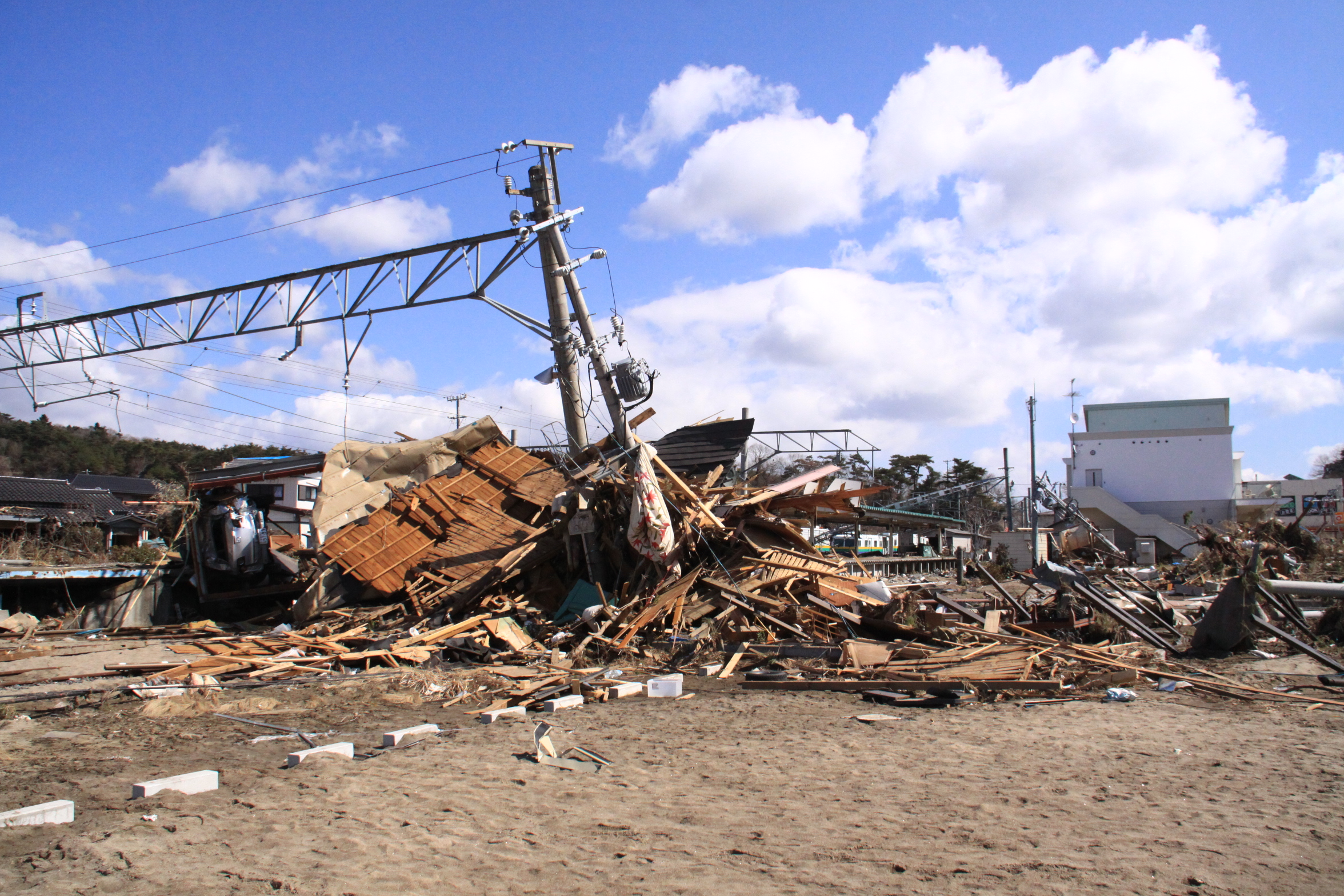
仙石線野蒜駅を西側から撮影。線路は家屋や車両の残骸で塞がれている（2011年3月27日）

#### 常磐線
常磐線では、新地駅と坂元駅が津波によって大きな被害を受けた。新地駅では列車（E721系電車4両編成）が津波に流され脱線、大破したが、乗客と乗務員は事前に全員避難しており死傷者はなかった。また、浜吉田駅 - 山下駅間を走行中に津波の直撃を受けた日本貨物鉄道（JR貨物）のコンテナ貨物列車は、牽引機関車（ED75形電気機関車1039号機）を除く全車両が津波に流され脱線した。その他にも、勝田駅 - 水戸駅間では盛り土が変形し、レールが100メートル以上にわたってゆがむ被害を受けた。
地震後、3月12日に（上野駅 - ）日暮里駅 - 取手駅間が再開、同18日に取手駅 - 土浦駅間が再開、同31日に土浦駅 - 勝田駅間が再開、4月7日に勝田駅 - 高萩駅間が再開、同11日に高萩駅 - いわき駅間が再開、同12日に亘理駅 - 岩沼駅間が再開、同17日にいわき駅 - 四ツ倉駅間が再開、5月14日に四ツ倉駅 - 久ノ浜駅間が再開、10月10日に久ノ浜駅 - 広野駅間が再開、12月21日に原ノ町駅 - 相馬駅間が再開、2013年3月16日に浜吉田駅 - 亘理駅間が再開、2014年6月1日に広野駅 - 竜田駅間が再開、2016年7月12日に小高駅 - 原ノ町駅間が再開、12月10日に相馬駅 - 浜吉田駅間が再開、2017年4月1日に浪江駅 - 小高駅間が再開、10月21日に竜田駅 - 富岡駅間が再開、2020年3月14日に富岡駅 - 浪江駅間が再開し全線再開。この運転再開をもって、東日本大震災の影響による鉄道路線の運休はすべて解消された。

#### 仙石線
仙石線では、東名駅 - 野蒜駅間を走行していた4両編成のあおば通行き普通列車（205系電車）が津波に流されて脱線した。乗客は津波の到達前に乗務員の誘導によって近隣の野蒜小学校へ避難したが、その後小学校を襲った津波によって数名が死亡している。また、野蒜駅 - 陸前小野駅間を走行していた石巻行き快速列車も緊急停止時に脱線したが、かろうじて津波の被害を免れ、乗客は翌日救出された。この快速列車には、石巻市で開催される興行に向かっていたプロレスラーの近藤修司も乗車していた。
地震後、3月28日にあおば通駅 - 小鶴新田駅間が再開、4月7日の余震で再び運転見合わせとなったが、同15日に再開、同19日に小鶴新田駅 - 東塩釜駅間が再開、5月28日に東塩釜駅 - 高城町駅間が再開、7月16日に石巻駅 - 矢本駅が再開したが、この区間は変電所が復旧していないため全線再開までは小牛田所属のキハ110気動車を使用してスタフ閉塞で運行された。2012年3月17日に矢本駅 - 陸前小野駅間が再開、2015年5月30日、一部線路を内陸に移設して全線再開。

#### 山田線

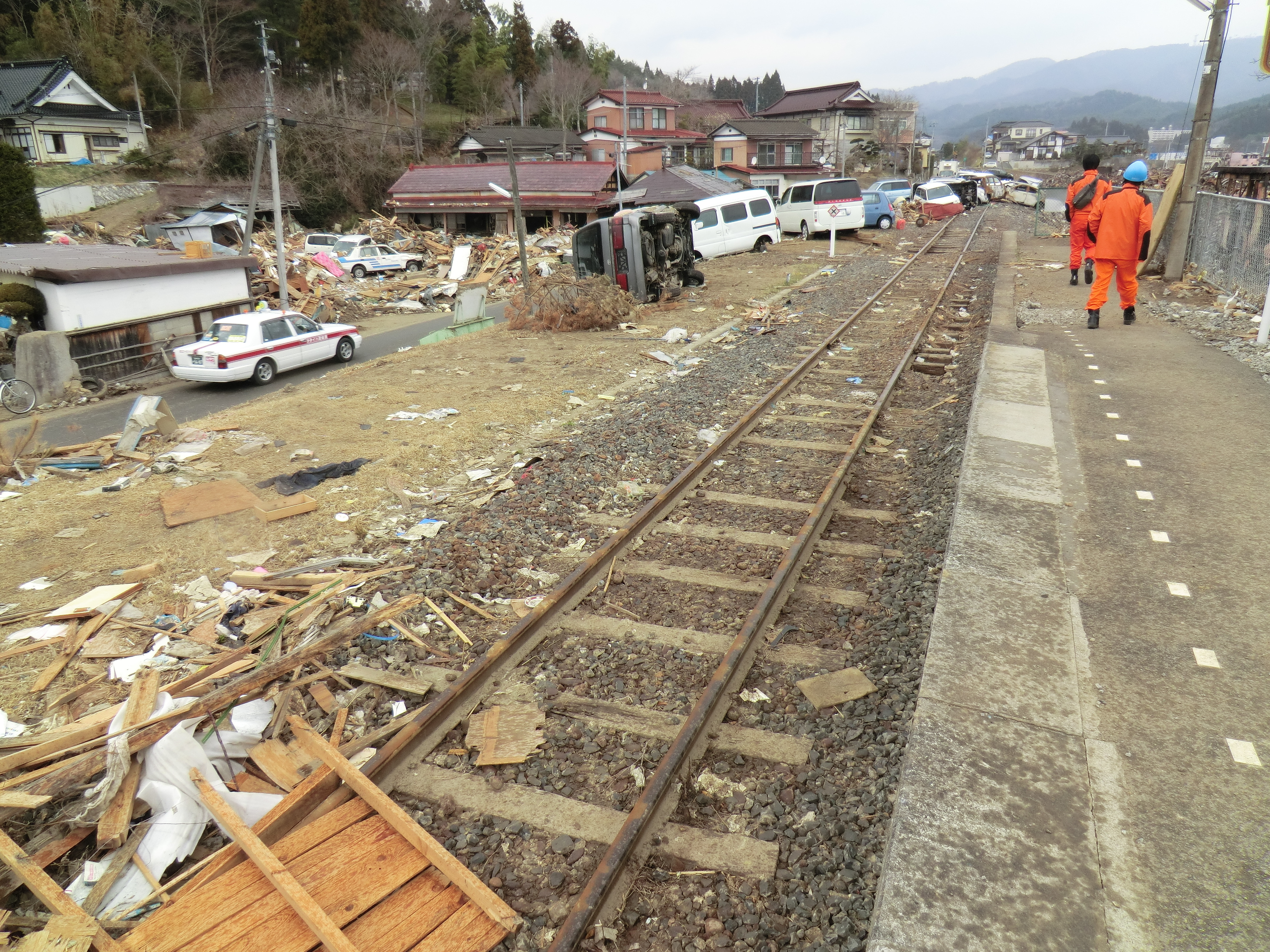
大船渡線の鹿折唐桑駅。ホームの周辺には津波で流されたがれきが散乱し、車が線路を塞いでいる（2011年4月11日）

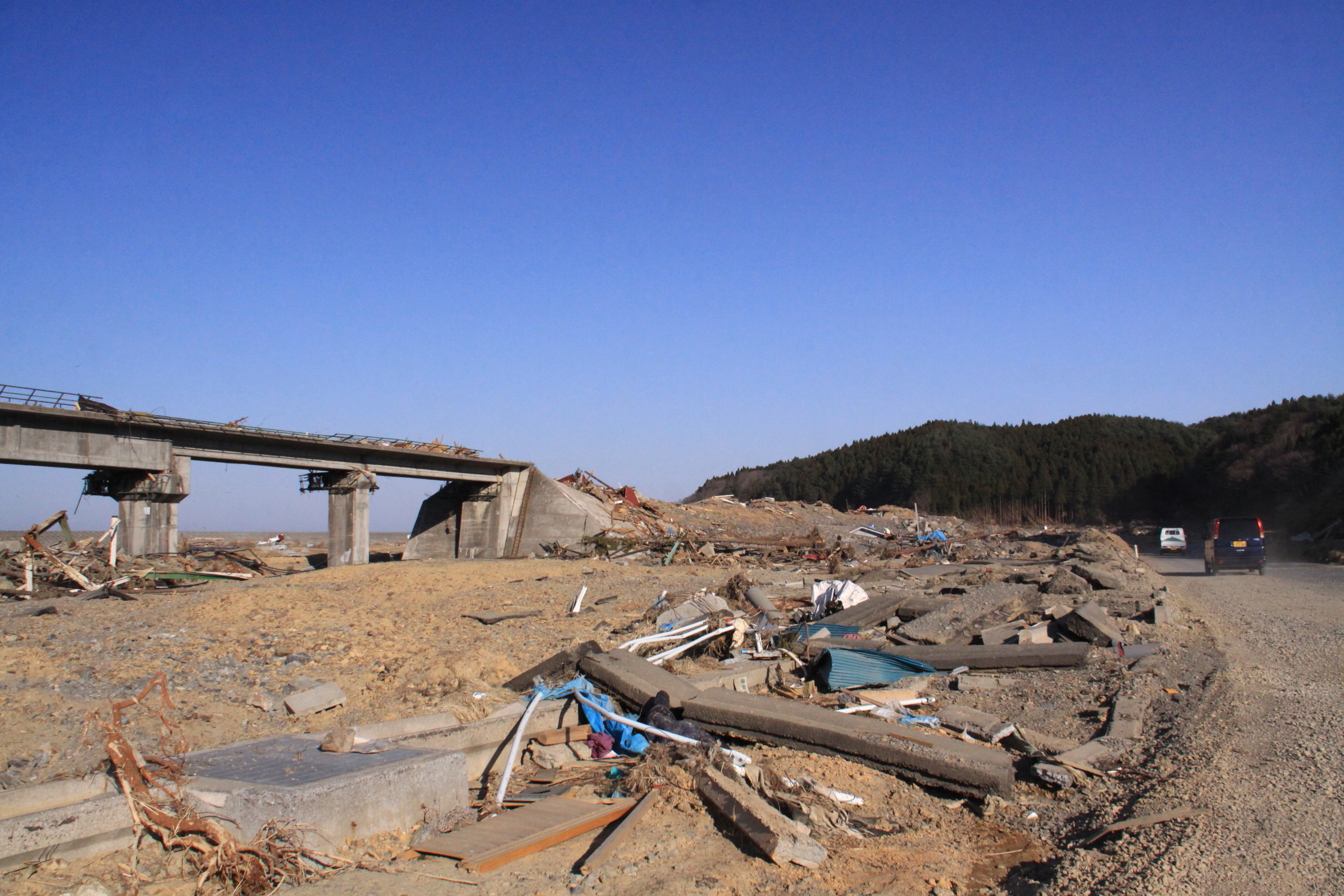
橋の右側土手上にあった気仙沼線の陸前小泉駅は津波により跡形もなく流失した（2011年4月6日）

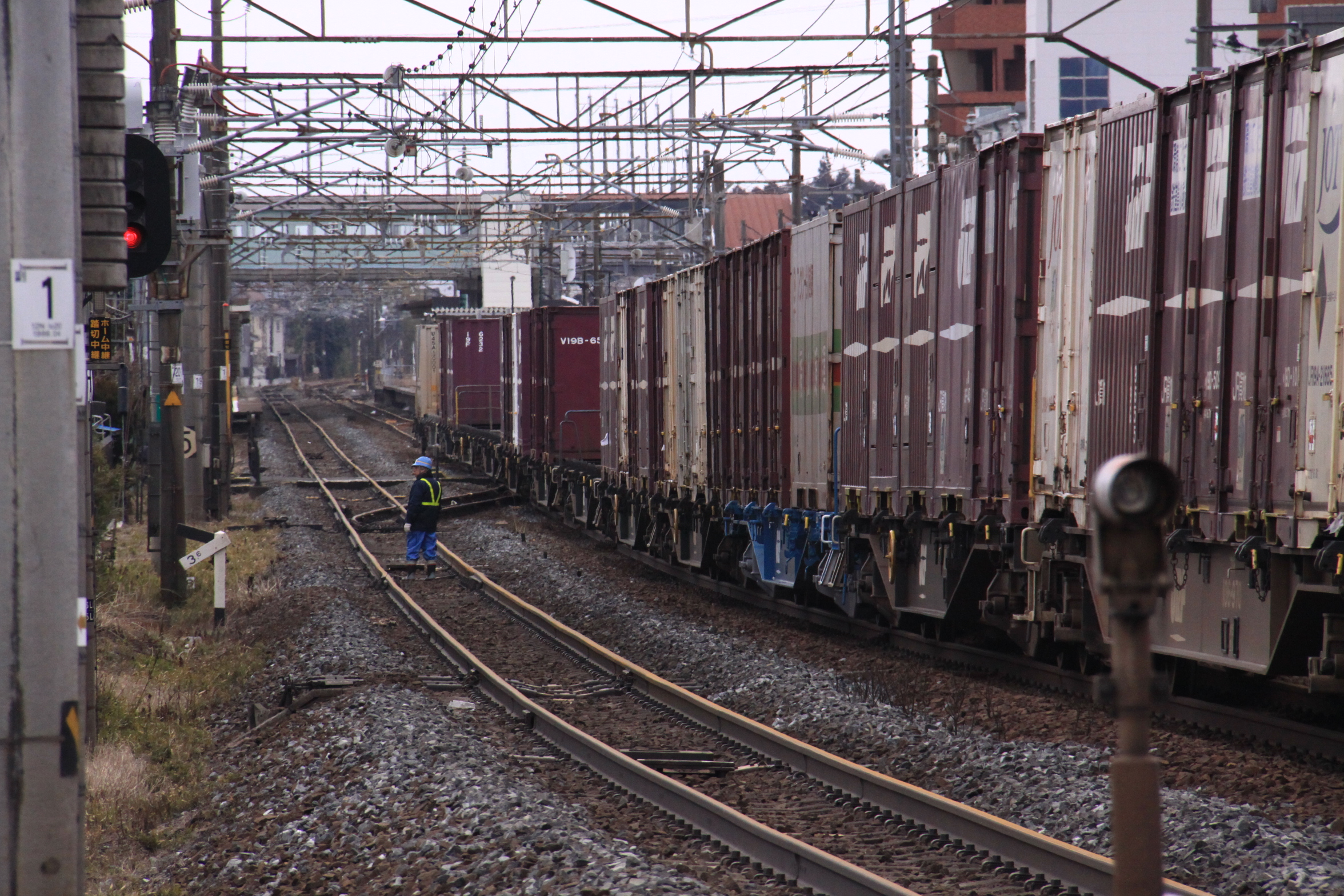
東北本線南仙台駅と太子堂駅の間でで地震により停止した貨物列車（2011年3月25日）

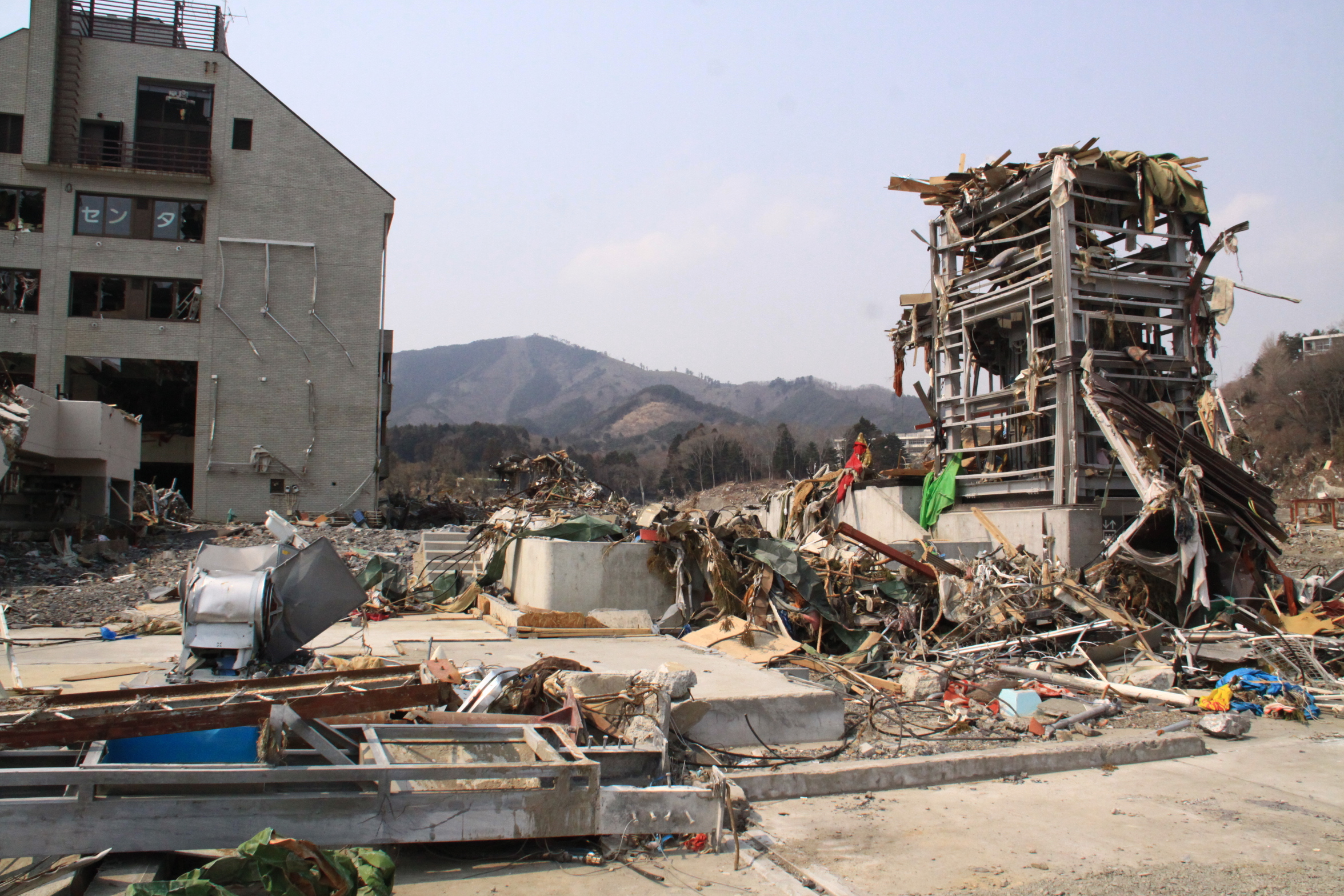
ホームとエレベーターシャフトを残し津波に流された石巻線の女川駅
（2011年3月30日）

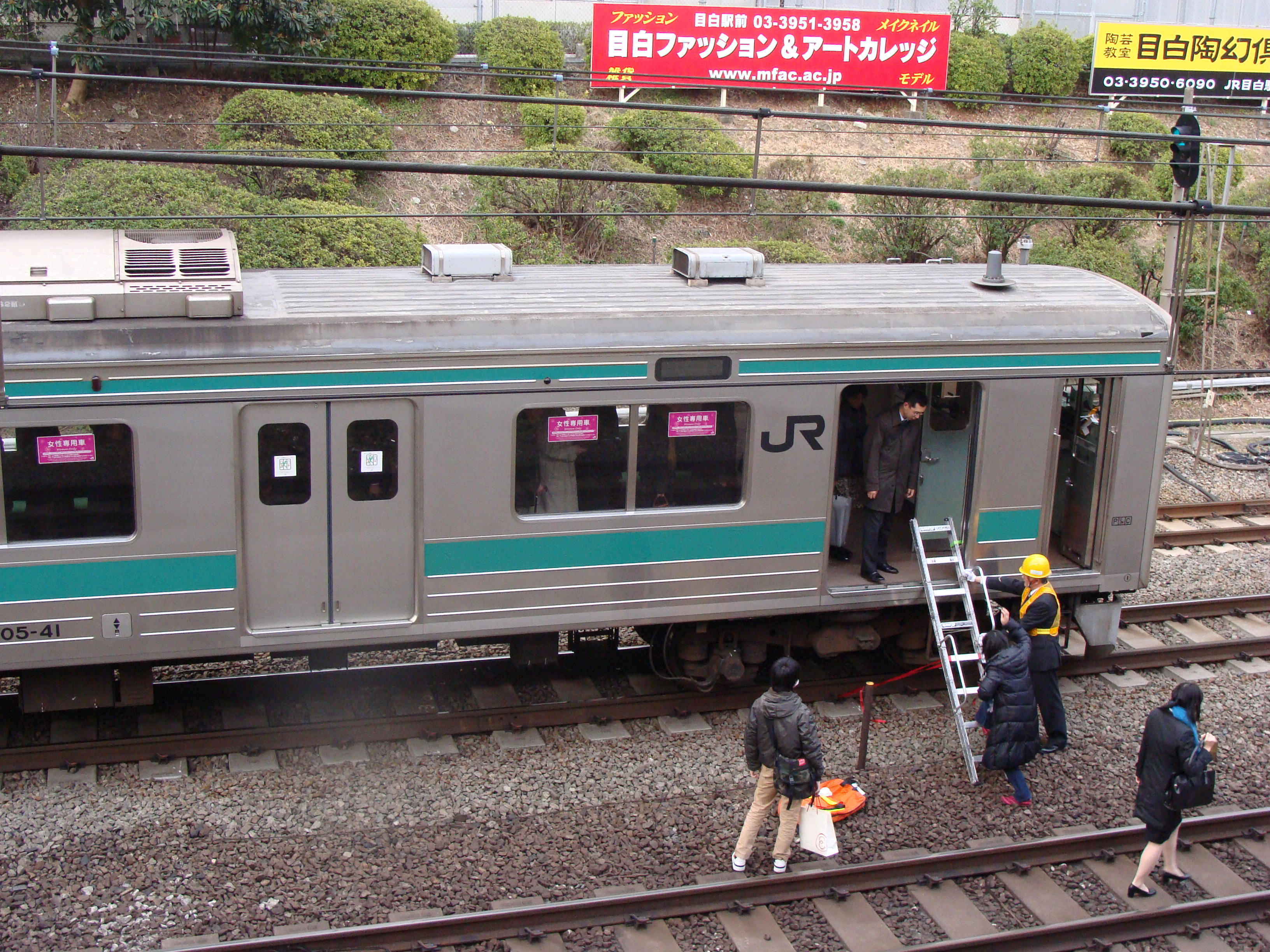
池袋駅と目白駅の間で停車した埼京線の列車（2011年3月11日）

山田線では、宮古駅 - 磯鶏駅間で第34閉伊川橋梁が流出した。地震後、3月18日に盛岡駅 - 上米内駅間が再開、同26日に上米内駅 - 宮古駅間が再開。残る宮古駅 - 釜石駅間は復旧工事後に三陸鉄道へ移管されることとなり、2019年3月23日に三陸鉄道リアス線として再開した。

#### 東北本線
東北本線（黒磯駅以北）は3月15日に花巻駅 - 盛岡駅間が再開、同17日に北上駅 - 花巻駅間が再開、同20日に一ノ関駅 - 北上駅間が再開、同29日に郡山駅 - 本宮駅間が再開、同31日に仙台駅 - 岩切駅間が再開、4月2日に安積永盛駅 - 郡山駅間、名取駅 - 仙台駅間が再開、同3日に岩沼駅 - 名取駅間が再開、同5日に本宮駅 - 福島駅間、岩切駅 - 松島駅間、岩切駅 - 利府駅間が再開、同6日に花泉駅 - 一ノ関駅間が再開、同7日に福島駅 - 岩沼駅間が再開した。しかし、同7日深夜に起こった余震によって黒磯駅 - 盛岡駅間、岩切駅 - 利府駅間で再び運転見合わせとなり、同9日に安積永盛駅 - 本宮駅間、北上駅 - 盛岡駅間が再開、同10日に本宮駅 - 福島駅間が再開、同11日に水沢駅 - 北上駅間が再開、同12日に福島駅 - 仙台駅間が再開、同15日に一ノ関駅 - 水沢駅間が再開、同17日に黒磯駅 - 安積永盛駅間が再開した後、震災発生から41日後の同21日に全線再開。

#### 大湊線
大湊線は3月17日に全線再開。

#### 北上線
北上線は3月19日に北上駅 - ほっとゆだ駅間が再開、同20日に全線再開。

#### 花輪線
花輪線は3月18日に好摩駅 - 松尾八幡平駅間が再開、同19日に全線再開。

#### 田沢湖線
田沢湖線は3月15日に盛岡駅 - 赤渕駅間が再開、同18日に全線再開。

#### 八戸線
八戸線では宿戸駅 - 陸中八木駅間の大浜川橋梁が流出したのをはじめとして線路流失などの被害があった。3月18日に八戸駅 - 鮫駅間が再開、同24日に鮫駅 - 階上駅間が再開、8月8日に階上駅 - 種市駅間が再開、震災発生から1年後の2012年3月17日のダイヤ改正で、全線再開。

#### 釜石線
釜石線は3月25日から代行バスを運転、同28日に花巻駅 - 遠野駅間が再開、4月6日に全線再開。

#### 奥羽本線
奥羽本線は3月14日に秋田駅 - 青森駅間が再開、同15日に大曲駅 - 秋田駅間が再開、同16日に横堀駅 - 大曲駅間が再開、同20日に米沢駅 - 山形駅間、院内駅 - 横堀駅間が再開、同23日に山形駅 - 新庄駅間が再開、同27日に新庄駅 - 院内駅間が再開、同31日に全線再開。

#### 五能線
五能線は3月18日に東能代駅 - 岩館駅間、鰺ケ沢駅 - 川部駅間が再開、同19日に全線再開。

#### 米坂線
米坂線は3月14日に坂町駅 - 小国駅間が再開、同20日に全線再開。

#### 左沢線
左沢線は3月28日に全線再開。

#### 陸羽西線
陸羽西線は4月1日に全線再開した。

#### 陸羽東線
陸羽東線は4月3日に全線再開。

#### 石巻線
石巻線は4月17日に小牛田駅 - 前谷地駅間が再開、5月19日に前谷地駅 - 石巻駅間が再開、2012年3月17日に石巻駅 - 渡波駅間が再開、2013年3月16日に渡波駅 - 浦宿駅間が再開、2015年3月21日に全線再開。

#### 気仙沼線
気仙沼線では海岸沿いを走行する陸前戸倉駅 - 不動の沢駅間にわたって駅ホーム流失、線路流失、橋梁の流失などの甚大な被害が発生。最知駅 - 松岩駅間で列車が脱線し、運転士から旅客を救助した旨の報告があった後連絡が取れなくなり、列車が一時行方不明となっていた。
4月29日に前谷地駅 - 柳津駅間が再開。2012年8月20日に柳津駅 - 気仙沼駅間がBRTで再開。なお、BRT区間については鉄道としての復旧は断念され、2020年4月1日に鉄道事業を廃止した。

#### 仙山線
仙山線は4月1日に山寺駅 - 羽前千歳駅間が再開、同4日に仙台駅 - 愛子駅間が再開、その後、同7日の余震により再び全線で運転見合わせとなったものの、順次運転を再開し、同23日に全線再開。

#### 大船渡線
大船渡線では、陸前矢作駅 - 盛駅間にわたって駅舎流失、線路流失、橋梁流失などの甚大な被害が発生。盛駅付近および大船渡駅 - 下船渡駅間の列車から避難の連絡があった後、一時連絡が取れなくなった。これらの一時的に連絡が取れなくなったすべての列車で、乗客全員が事前に避難し、乗務員が無事であったことが3月12日までに確認された。
4月1日に一ノ関駅 - 気仙沼駅間が再開。2013年3月2日に気仙沼駅 - 盛駅間がBRTで再開。なお、BRT区間については鉄道としての復旧は断念され、2020年4月1日に鉄道事業を廃止した。

#### 磐越西線
磐越西線は3月26日に全線再開。また、3月26日から4月16日にかけてDD51重連+タキ1000形10両による緊急燃料輸送列車が運行された。この輸送シーンを収録したDVDも発売されている。

#### 磐越東線
磐越東線は3月31日に船引駅 - 郡山駅間が再開、4月13日に小野新町駅 - 船引駅間が再開、同15日に全線再開。

#### 只見線
只見線は、3月30日に会津若松駅 - 会津坂下駅間が再開、4月8日に会津坂下駅 - 会津川口駅間が再開、同12日に会津川口駅 - 只見駅間が再開、同14日に全線再開した。なお、この約3か月後の平成23年7月新潟・福島豪雨により再び運休になった。

#### 水戸線
水戸線は4月7日に全線再開。

#### 水郡線
水郡線は、4月11日に常陸青柳駅 - 安積永盛駅間、上菅谷駅 - 常陸太田駅間が再開、4月15日に水戸駅 - 常陸青柳駅間で再開し全線開通。同時に那珂川新橋梁を供用開始した。

#### 鹿島線
鹿島線は3月18日に佐原駅 - 延方駅間が再開、4月16日に全線再開。

#### 飯山線
飯山線は3月12日の長野県北部を震源とする地震により戸狩野沢温泉駅 - 越後川口駅間が運転見合わせとなったが、同22日に十日町駅 - 越後川口駅間が再開、4月29日に全線再開。

### JR東日本以外のJR各社
北海道旅客鉄道（JR北海道）では、津波警報により道南から道東にかけての太平洋沿岸部を通る路線を運休した。津軽海峡線（青函トンネル）は3月15日から運転を再開した。
東海旅客鉄道（JR東海）では、津波警報により東海道本線の一部区間・参宮線・紀勢本線（亀山駅 - 新宮駅間）で運転見合わせが発生した。津波警報解除に伴い運転再開。
四国旅客鉄道（JR四国）では、津波警報により牟岐線の全線、および土讃線の太平洋沿岸部を通る後免駅 - 窪川駅間を運休した。牟岐線は12日17時13分運転再開、土讃線は13日の始発から運転を再開した。
西日本旅客鉄道（JR西日本）では津波警報により紀勢本線（きのくに線；和歌山駅 - 新宮駅間）が運休し、12日の夕方以降に運転を再開した（ただし特急列車は13日から）。また福島県浪江町にある鉄道部品メーカーが被災し、直流モーターの消耗部品の調達が困難になったことで、同社在来線のほぼすべての電化線区で間引き運転を行うことを発表した。京阪神地区（アーバンネットワーク）以外の地区では4月2日から間引き運転を実施したが、当面の部品調達のめどが立ったために4月8日始発から通常運転を再開した。当初は京阪神地区でも4月11日から実施される予定だったが、こちらは間引き運転実施前に中止となった。
JR西日本では上記の山陽新幹線と九州新幹線鹿児島ルートとの相互直通運転開始に伴うダイヤ改正を3月12日に控えており、ダイヤ改正前日限りで引退する485系「雷鳥」のさよなら式典や、改正により北近畿地区での本格運用が始まる287系の出発式典が行われる予定だったが、すべて中止された。
九州旅客鉄道（JR九州）では、大分・宮崎・鹿児島に発表された津波警報により日豊本線が杵築 - 鹿児島中央間で、日南線が全線にわたって運休し、警報が解除される12日まで続いた。JR九州では上記の九州新幹線鹿児島ルート全線開通に伴うダイヤ改正を3月12日に控えており、改正前日限りで引退する485系のさよなら式典や、改正により宮崎地区での本格運用が始まる787系の出発式典が行われる予定だったが、すべて中止された。改正と同時に指宿枕崎線で運行開始される予定であった「指宿のたまて箱」も津波警報により3月12日は運休し、翌13日から運行開始した。尚、前述の通り九州新幹線全線開業による出発式典等のイベントは中止となったが、代わりに九州新幹線全線開業から100日後にあたる6月19日に、九州新幹線4駅で「百日祝出発式」と称した出発式を実施した。

### 私鉄、第三セクター鉄道、公営鉄道など

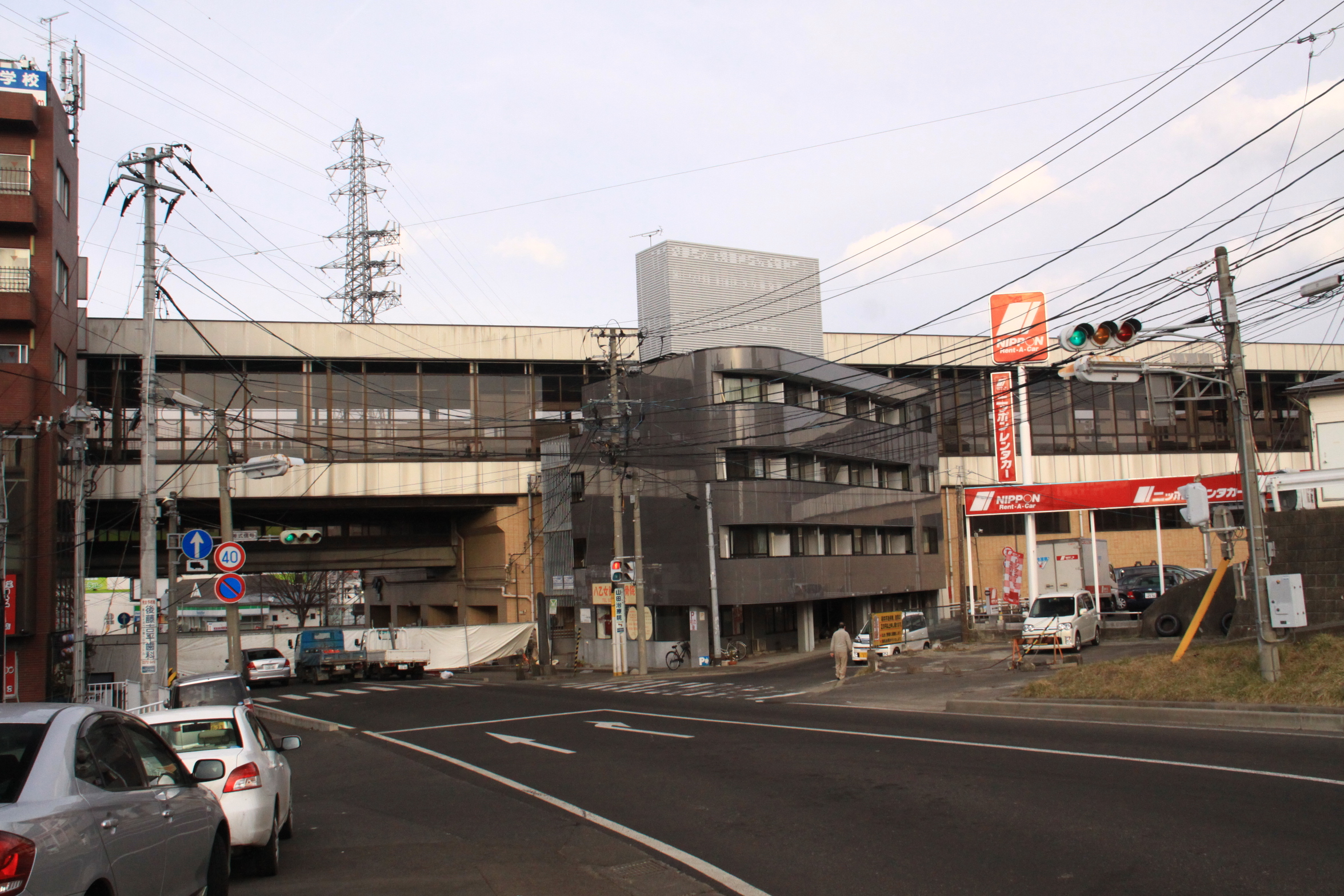
仙台市地下鉄南北線の八乙女駅は真下の道路が通行禁止となった（2011年3月14日）

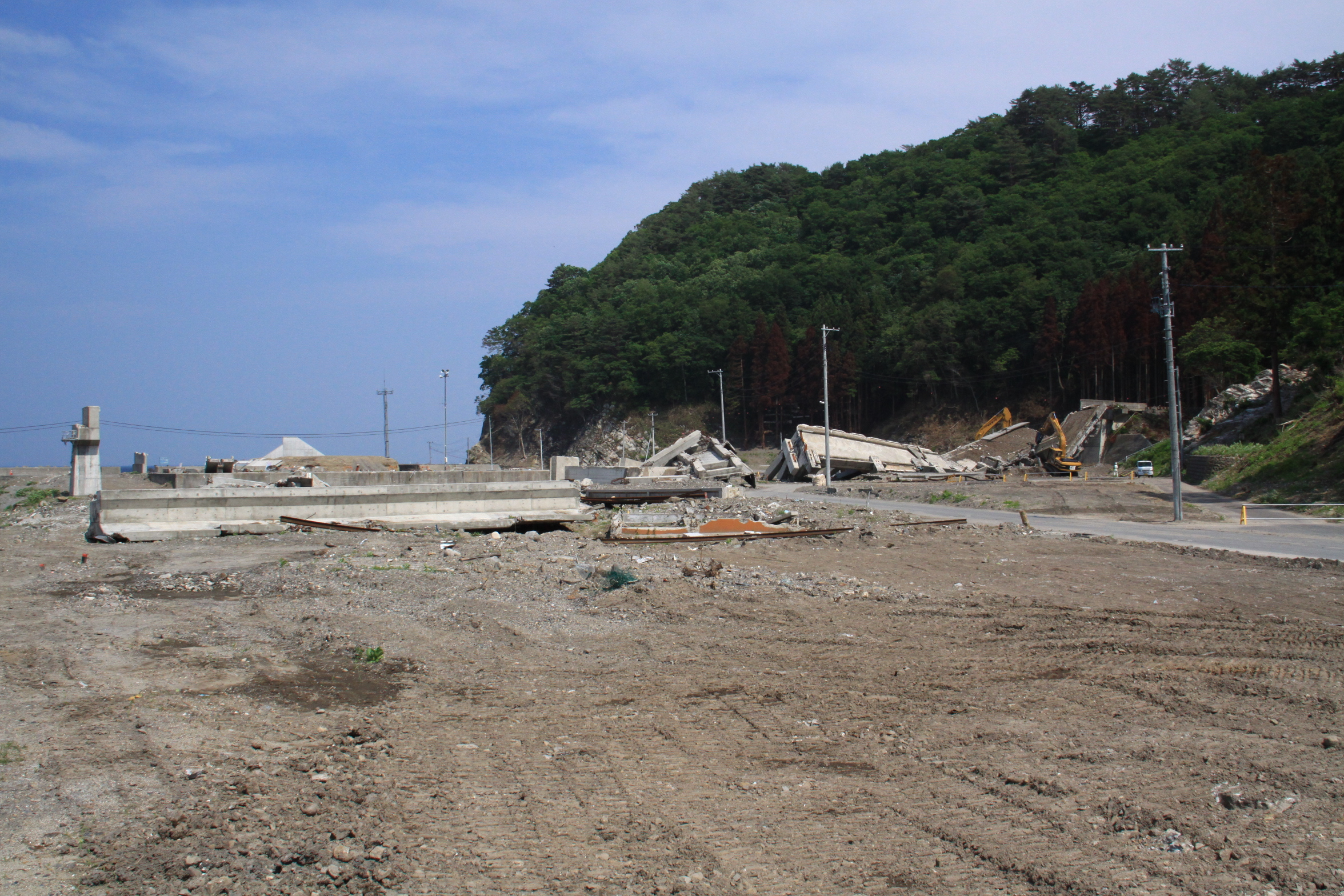
三陸鉄道北リアス線の島越駅は津波の直撃を受け、駅舎が消失し、高架橋は崩落した（2011年6月29日）

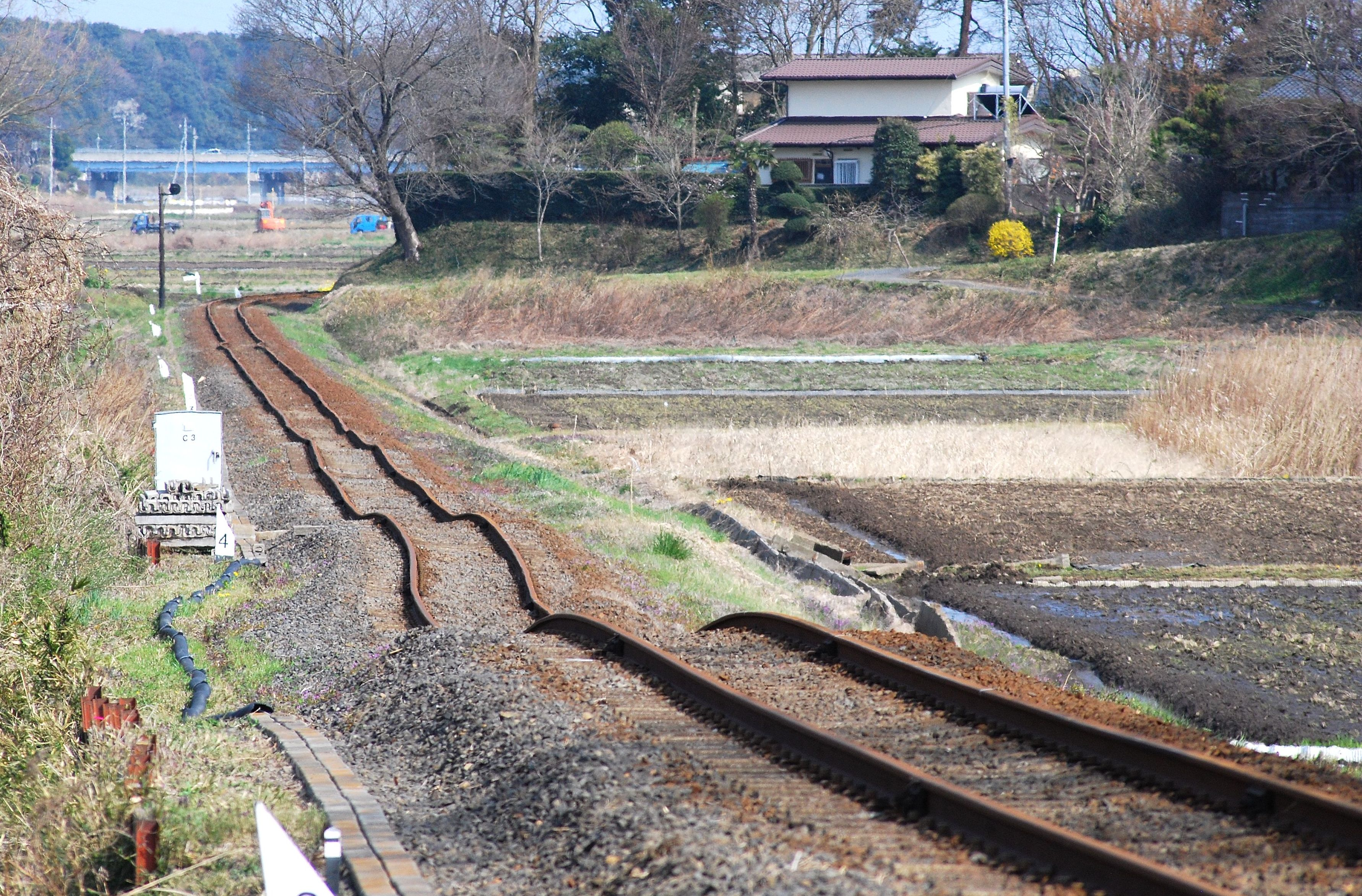
ひたちなか海浜鉄道湊線では道床と線路が歪んでしまった（2011年4月10日）

仙台空港鉄道仙台空港線は仙台空港駅の1階部分が津波で浸水した、7月23日に名取駅 - 美田園駅間が再開、10月1日に全線再開。
仙台市地下鉄南北線は黒松駅 - 泉中央駅間で高架橋が損傷し、八乙女駅が損壊した。3月14日に富沢駅 - 台原駅間が再開、台原駅 - 八乙女駅 - 泉中央駅間と台原駅 - 旭ヶ丘駅 - 黒松駅間は直通の無料バスを運行した（途中駅は通過）、4月29日に全線再開。なお、東西線は未開通だった。
弘南鉄道の2線は3月14日に全線再開。
青い森鉄道線は3月14日に浅虫温泉駅 - 青森駅間が再開、同16日に八戸駅 - 浅虫温泉駅間が再開、同17日に全線再開。
いわて銀河鉄道線は3月16日に盛岡駅 - いわて沼宮内駅間が再開、同17日に全線再開。
三陸鉄道北リアス線は3月16日に陸中野田駅 - 久慈駅間が再開、同20日に宮古駅 - 田老駅間が再開、同29日に田老駅 - 小本駅（現・岩泉小本駅）間が再開、2012年4月1日に田野畑駅 - 陸中野田駅間が再開、2014年4月6日に全線再開。
三陸鉄道南リアス線は2013年4月3日に盛駅 - 吉浜駅間が再開、2014年4月5日に全線再開。
山形鉄道フラワー長井線は3月20日に全線再開。
阿武隈急行線は4月6日に保原駅 - 梁川駅間が再開、同13日に梁川駅 - 富野駅間が再開、同18日に瀬上駅 - 保原駅間、角田駅 - 槻木駅間が再開、同28日に福島駅 - 瀬上駅間が再開、5月16日に全線再開。
真岡鐵道真岡線は3月23日に真岡駅 - 茂木駅間が再開、4月1日に全線再開。
わたらせ渓谷鐵道わたらせ渓谷線は3月17日に相老駅 - 神戸駅間が再開、同31日に桐生駅 - 相老駅間が再開、神戸駅 - 間藤駅間は代行バスを運転、4月1日に全線再開。
ひたちなか海浜鉄道湊線は3月19日から代行バスを運転、7月23日に全線再開。
鹿島臨海鉄道は大洗鹿島線の新鉾田駅 - 北浦湖畔駅間で路盤が崩れたり、鹿島臨港線（貨物線）の線路が液状化現象で変形するなど大きな被害を受けた、4月2日に水戸駅 - 大洗駅間が再開、同7日に大洋駅 - 鹿島サッカースタジアム駅間が再開、同8日に大洗駅 - 新鉾田駅間が再開、同7日から新鉾田駅 - 大洋駅間と、鹿島サッカースタジアム駅 - 鹿島神宮駅間で代行バスを運行（鹿島サッカースタジアム駅 - 鹿島神宮駅間の代行バスは4月16日に鹿島線が全線再開したため4月15日をもって終了）、7月12日に全線再開。
山万ユーカリが丘線は4月1日に全線再開。
首都圏新都市鉄道つくばエクスプレスは3月12日に秋葉原駅 - 流山おおたかの森駅間が再開。3月13日に全線再開。6月15日に柏たなか駅 - 守谷駅間の高架橋が傾いた場所の速度制限（130→35km/h）解除。
十和田観光電鉄は東日本大震災の影響による収益悪化や、東北新幹線全線開業などの理由が重なり、2012年3月31日をもって全線廃線となった。震災の影響を理由とした廃線はこれが唯一である。

#### 東北地方以外の鉄道会社
関西・東海地方を走る近畿日本鉄道はJR西日本同様直流モーターブラシの出荷停止により、6月以降に列車の本数を削減する対応策を検討すると発表した。この関係で4月に運行予定であった南大阪線・吉野線の臨時快速急行は4月分は運転を中止することが決定し、名阪ノンストップ特急に使用する21000系は3月28日より8両編成への増結を取り止め、6両編成のみでの運行となった。こちらも部品供給の再開に伴い、4月15日より特急編成縮小は取りやめ、南大阪線・吉野線臨時快速急行の運行も行われることになった。
また、翌年からしばらくの間、首都圏ではJR東日本以外の多くの鉄道事業者で、3月11日14時46分頃に巨大地震を想定した一斉停止訓練が行われるようになった。東

## 震災で廃車された車両の一覧
貨車は廃車された車両が非常に多いため、両数のみ記載。
| 形式          | 車号                                                |
| ------------- | --------------------------------------------------- |
| E721系0番台   | クモハE721-1+クハE720-1                             |
| E721系0番台   | クモハE721-19+クハE720-19                           |
| 205系3100番台 | クハ205-3107+モハ205-3107+モハ204-3107+クハ204-3107 |
| 205系3100番台 | クハ205-3109+モハ205-3109+モハ204-3109+クハ204-3109 |
| 415系1500番台 | クハ411-1524+モハ415-1524+モハ414-1524+クハ411-1624 |
| 651系         | クハ651-102+モハ651-6+モハ650-6+クハ650-6           |

| 形式             | 車号                   |
| ---------------- | ---------------------- |
| キハ40系         | キハ48-502+キハ48-1512 |
| キハ40系         | キハ48-552+キハ48-1544 |
| キハ100系        | キハ100-9+キハ100-12   |
| キハ100系        | キハ100-30+キハ100-38  |
| 三陸鉄道36-100形 | 36-104                 |
| 三陸鉄道36-200形 | 36-203、36-205         |

| 形式               | 車号                  |
| ------------------ | --------------------- |
| ED75形             | ED75 1039             |
| DE10形             | DE10 1199、3503、3504 |
| 仙台臨海鉄道SD55形 | SD55 101、102         |

| 形式        | 延べ両数 |
| ----------- | -------- |
| コキ50000形 | 24両     |
| タキ1000形  | 42両     |
| チ1000形    | 4両      |
| チキ5200形  | 2両      |
| チキ6000形  | 22両     |
| チキ7000形  | 2両      |